# Club Deportivo Hercesa
El Club Deportivo Hercesa fue un equipo de rugby español que llegó a jugar en la División de Honor B. Estuvo adscrito a la Federación de Rugby de Madrid y jugaba sus encuentros como local en Alcalá de Henares (Madrid) y en Guadalajara.
El CD Hercesa también tuvo un segundo equipo en la liga regional madrileña y varios equipos de categorías inferiores que jugaban en la liga regional correspondiente de cada una.

## Historia
En 2001 se fusionaron el Club Rugby Guadalajara y el Club Rugby Alcalá, de donde surgió el Club Rugby Universidad de Alcalá - Guadalajara. El año siguiente se incorporó a la estructura deportiva del Club Baloncesto Alcalá y adopta el nombre del patrocinador, Hercesa. Tras ello, se amplió la estructura deportiva del club y se incorporaron nuevas categorías y otros deportes.
El equipo de rugby tuvo una línea progresiva desde las categorías regionales hasta la División de Honor B. El Hercesa también contó con un equipo de baloncesto en silla de ruedas, el cual ha disputado la División de Honor en varias ocasiones.